# بارتي كومار
بارتي كومار (بالإنجليزية: Bharti Kumar)‏ هي ممثلة هندية، ولدت في 26 يناير 1987 في دلهي في الهند. كومار متزوجة من كونال جايسينغ.